# Raoul Van Overstraeten
Pour les articles homonymes, voir Van Overstraeten.
Raoul Van Overstraeten, né le 25 janvier 1885 à Ath et mort le 30 janvier 1977 à Bruxelles, est un général de l'armée belge, connu comme aide de camp et conseiller militaire du roi Léopold III.

## Biographie
Raoul François Casimir Van Overstraten, né le 25 janvier 1885 à Ath est le fils d'Émile Van Overstraeten et d'Irma Bruyère. Son père étant flamand et sa mère wallonne, il parlait les trois langues nationales plus l'anglais et se déclarait « vrai Belge ». Son père, officier d'infanterie, finit sa carrière comme général. Lui-même, en 1902, fut reçu premier à l'examen d'entrée à l'École royale militaire de Bruxelles.
Sorti avec le grade d'officier d'artillerie, il est affecté aux batteries à cheval. Après avoir perfectionné ses qualifications à l'École de guerre de Bruxelles, il est nommé à l'État-major du général de Witte.
Dès l'invasion allemande, Van Overstraeten participe aux combats et sera en première ligne devant Liège, puis, dans l'État-major du général de Witte, lors de la « bataille des casques d'argent » au cours de laquelle la cavalerie allemande des uhlans fut vaincue à Haelen. Après les combats du siège d'Anvers, il participe à la « course à la mer » et à la bataille d'arrêt sur l'Yser. Contraint à endurer la guerre de positions, il obtient, en 1916, de partir au Congo belge pour y rejoindre les troupes du général Tombeur qui remportent la victoire de Tabora en Afrique orientale allemande. Van Overstraeten, membre de l'état-major, assure la liaison avec le major George Grogan de l'état-major britannique pour la mise au point du plan qui permit de battre l'ennemi en attendant l'arrivée des Britanniques. Il en résulta quelques frictions avec le général sud-africain Smuts qui est le commandant en chef de l'état-major britannique en Afrique de l'Est.
Van Overstraeten revendique le droit du premier occupant pour la Belgique dans la partie de territoire qu'elle a conquis la première et obtient gain de cause, Smuts reconnaissant qu'il n'y eut pas de querelles entre eux. Revenu en Belgique, Van Overstraeten y retrouve Smuts venu rendre visite au roi Albert. À la suite de quoi, le roi prend Van Overstraerten comme officier d'ordonnance. Cette fonction le conduit fréquemment sur le front. En 1918, lors de l'offensive victorieuse des alliés, alors que l'armée belge progresse en Flandres, il accompagne le roi et la reine à Ostende en contournant la zone des combats par mer grâce à l'amiral anglais Keyes qui prête une vedette rapide au couple royal. Le projet paraît risqué, mais les souverains n'hésitent pas à relever le défi, tant est grande la nécessité pour la monarchie de reprendre la main en Flandre où les Allemands ont semé les germes du séparatisme anti-belge. L'expédition réussit malgré l'état de la mer.
Divers ouvrages de référence témoignent de cette vie de combattant parmi lesquels on peut citer l'ouvrage du lieutenant-général Albert Crahay, Van Overstraeten, vice-roi.
Après la guerre, le général Van Overstraeten se consacre à des cours à l'École royale militaire. En 1921, il publie, en deux volumes, Des principes de guerre à travers les âges. Il publiera encore plusieurs ouvrages et divers articles avant de devenir conseiller militaire du roi Léopold III, poste où il aura une influence qui égalera celle des chefs d'armées.
Il prévoit, dans ses écrits, que des troupes en nombre restreint, mais dotées d'une grande mobilité et d'une grande puissance de feu, pourront percer des armées alignées en front continu. Cette thèse de 1921 est prophétique, elle anticipe sur les écrits de John Fuller et de Gaulle et se vérifiera, en 1940, au cours des vaines tentatives franco-belgo-anglaises de reconstitution d'un front continu face aux percées allemandes. Le 28 mai 1940, déçu par la défaite, espérant encore être utile à son pays, il pense partir combattre avec les Belges ralliés au gouvernement en exil. Mais, par fidélité monarchique, il ne veut pas donner à penser qu'il renie le roi, même s'il ne partage pas la décision de reddition de celui-ci.
Van Overstraeten passe la guerre à Bruxelles, surveillé par les Allemands qui ne veulent pas l'interner, voulant montrer qu'ils se comportent de façon chevaleresque. Il envisage de tromper leur surveillance pour partir en Afrique, théâtre des exploits de sa jeunesse, durant la campagne victorieuse de l'Est africain allemand, mais la surveillance dont il est l'objet est trop étroite et il risquerait la mort s'il mettait son projet à exécution. De plus, ses amis et le roi s'opposent à ce projet, désireux qu'ils sont de conserver à la Belgique un homme qui, croient-ils, sera utile à la libération du pays. Van Overstraeten doit se contenter d'entendre annoncer par la radio des Belges libres, à Londres, que les troupes du Congo belge ont remporté des victoires contre les Italiens, en Abyssinie, à Bortaï et, finalement, à Asosa.
En 1944, Van Overstraeten est oublié. La nouvelle armée qui se reforme autour des troupes belges débarquées avec les Alliés n'a pas besoin de lui. Des chefs jeunes, des combattants qui ont pris la revanche de 1940 en Afrique et depuis le débarquement écartent les anciens qu'ils identifient à la défaite. Déçu, Raoul Van Overstraeten se sent inutile et demande sa mise à la retraite en 1946.
Il ne fera plus parler de lui que par des articles de presse et un livre Dans l'Étau présentant sa vision de la campagne de 1940. N'ayant pas eu d'enfant, il compensera cela en payant les études d'un jeune homme. On sait qu'il était satisfait de la participation belge à l'occupation de l'Allemagne, la Belgique étant la seule des petites puissances à avoir disposé d'un créneau de l'OTAN face au rideau de fer. Il y voyait une revanche pour le pays et son armée.
Il finira ses jours à Bruxelles, en 1977, à l'âge de 92 ans.
Il est inhumé au Cimetière de Bruxelles à Evere.

### Controverse sur son rôle de conseiller militaire de Léopold III
Conseiller militaire du roi Léopold III de Belgique de 1938 à 1940, Van Overstraeten fut un de ceux qui auraient voulu prolonger la résistance après la campagne des dix-huit jours. Après la reddition de l'armée, il pensa retourner en Afrique où, comme officier d'État-Major, il avait contribué aux victoires belges de 1915-1917, notamment à Tabora, dans l'Est africain allemand. Mais il était coincé en Belgique sous surveillance allemande et n'eut plus aucun rôle militaire. Il fut admis à la retraite en 1946.
Certains critiquent l'action qu'il a eue en tant que conseiller militaire du roi Léopold III au cours des années qui précédèrent la Seconde Guerre mondiale, alors que la politique de la Belgique, approuvée largement par le Parlement, était de se murer dans un retour à la neutralité, ce que Van Overstraeten soutint par fidélité à la politique du roi et du gouvernement. Pourtant, il n'ignorait pas les risques de cette politique d'isolement qui ne permettait pas un réarmement aussi fort qu'il eut fallu, même si l'effort de préparation à la guerre fut le plus important de l'histoire de Belgique. Il tint d'ailleurs les Français au courant des renseignements de première main qu'il avait quant aux plans d'attaque allemands, notamment grâce à la saisie de documents allemands dans un avion de la Luftwaffe tombé en Belgique. D'ailleurs, il savait que le roi Léopold III communiquait secrètement au général en chef français Gamelin tout ce que les services d'espionnage belges pouvaient apprendre sur la préparation des plans allemands, attirant l'attention sur l'Ardenne. Le témoignage en est donné par le général en chef français Gamelin dans ses mémoires ainsi que par le Centre national de la recherche scientifique de Paris en 1968. Une connivence existait entre le roi, Van Overstraeten et Gamelin, partagée par les attachés militaires qui servaient de relais entre Bruxelles et Paris. Ces précautions étaient destinées à sauver les apparences de la neutralité vis-à-vis du Führer Adolf Hitler afin de ne pas provoquer celui-ci, ce qui aurait pu entraîner une attaque allemande prématurée, alors que la Belgique était en plein processus de réarmement.
Lors de la reddition du 28 mai, après la campagne des 18 jours et la bataille de la Lys où l'armée belge parvint, pendant cinq jours, à arrêter l'avance allemande, Van Overstraeten était d'avis de prolonger la résistance malgré le vide laissé à la droite de l'armée belge par la retraite soudaine des troupes anglaises. Bien que celles-ci soient parties pour se rembarquer, alors que rien n'était prévu pour l'armée belge, Van Overstraeten, avec son tempérament de baroudeur, était d'avis de montrer que les Belges faisaient tout ce qu'ils pouvaient jusqu'à l'épuisement. Un témoin anglais, lord Keyes, officier de liaison auprès du roi témoigne de cette phrase de lord Gort, le général anglais en Belgique obligé par Londres de faire retraite : « les Belges nous prennent-ils pour de vrais salauds ? ».
Pour le roi Léopold, la soudaine retraite anglaise, - les conditions dans lesquelles elle s'effectuait laissait l'armée belge en situation d'être prise à revers - était une trahison qui ne laissait plus aucun espoir de sauver la Belgique de l'emprise allemande. Dès lors, avec sa double responsabilité de chef d'armée et de chef d'État, il estima qu'il était temps, après 18 jours de combats intenses, de vouloir sauver la vie des réfugiés entassés dans la zone des combats, plus d'un million qui manquaient de tout et qui enduraient les attaques allemandes. Le roi écrivit une lettre au roi d'Angleterre qu'il fit porter à celui-ci pour lui expliquer clairement la situation. D'ailleurs, dès le 26 mai, il avait aussi prévenu le général en chef français Georges Blanchard que l'armée belge allait s'effondrer, message qui fut capté par le service d'écoute du central français de réception radio du colonel Thiery.
Mais l'opinion se répandit que le roi capitulait sans avoir prévenu les alliés, et cela au mépris de la vérité. En recommandant de prolonger la résistance contre l'opinion du roi, le général Van Overstraeten voulait démontrer que les Belges ne lâchaient pas prise, même si les Anglais les abandonnaient. Un des derniers actes du général fut, en accord avec le roi, d'éviter que des troupes françaises soient faites prisonnières en faisant transporter, dans des camions belges, des soldats de la 60edivision française, qui combattaient dans le secteur belge, vers le 16ecorps français près de Dunkerque. À part cela, ni Van Overstraeten ni aucun gradé n'avaient la possibilité de s'opposer à la reddition, le roi étant chef suprême de l'armée. D'autre part, sous le régime de la loi martiale, les autorités politiques perdent tout pouvoir de s'immiscer dans les opérations militaires, ce qui explique que le gouvernement, lui-même, ne pouvait s'opposer à la décision royale.

## Publications
- Une campagne dans l'Est Africain,  éd. Les Cahiers de la Dynastie, Bruxelles.
- La Bataille des Frontières, Bulletin Belge des Sciences Militaires, Bruxelles janvier 1926.
- Les Carnets de Guerre du Roi Albert 1er,  éd. Charles Dessart, Bruxelles 1953.
- Des Principes de la Guerre à travers les Âges, Vol. 1, de L'Antiquité jusqu'en 1871; Vol. 2, la guerre de 1914-1918.  éd. Dewit, Bruxelles 1926.
- Dans l’Étau,  éd. Plon, Paris 1960.

## Littérature
- Albert CRAHAY, Jo GERARD & Jean VANWELKENHUYZEN, Le général van Overstraeten : "vice-roi" en 1940, Braine-l'Alleud, J.-M. Collet, 1990.